# La Mort de César

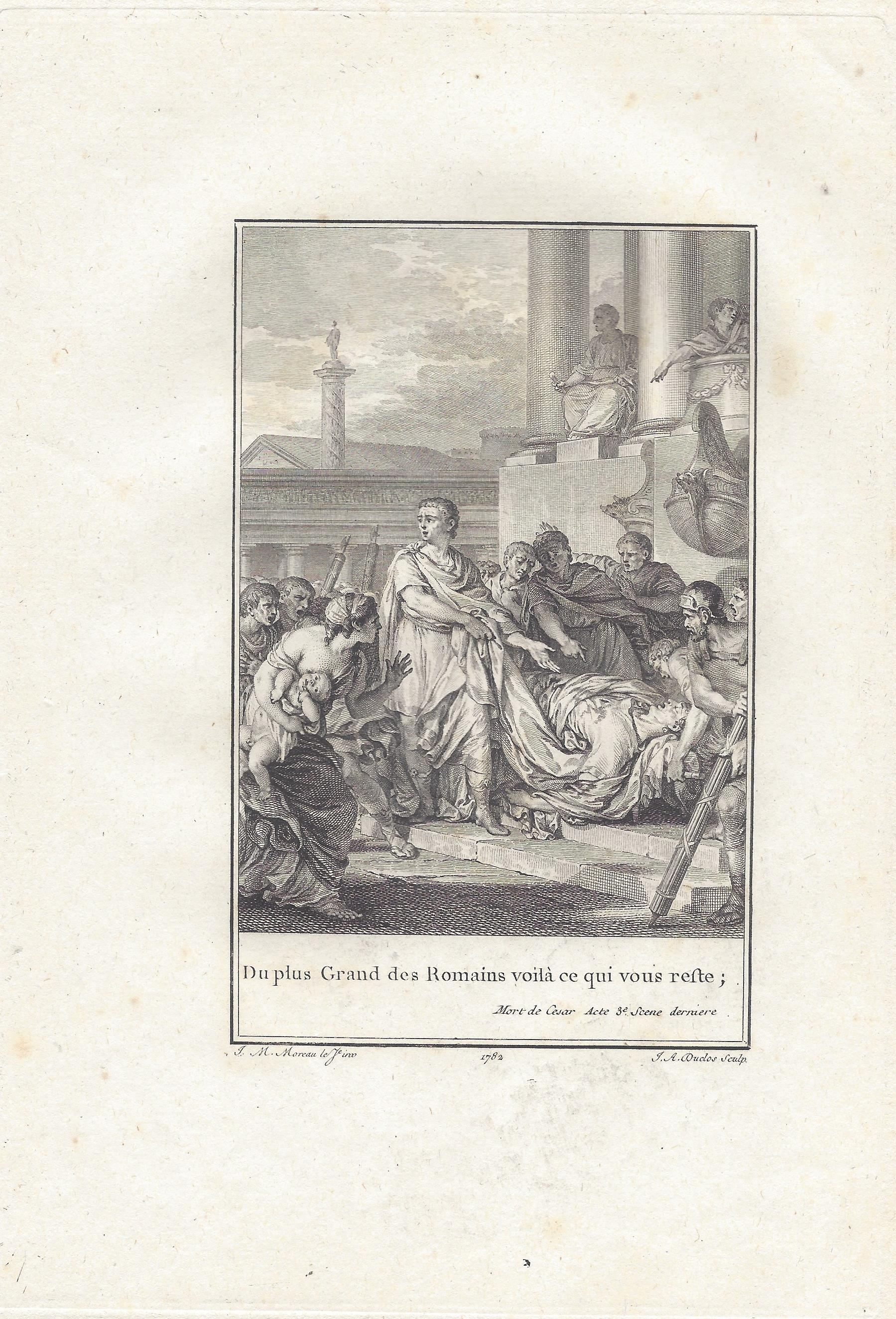
Jean-Michel Moreau: Illustration zu La Mort de César 1782

La Mort de César ist eine Tragödie in drei Aufzügen von Voltaire. „Cäsars Tod“ wurde am 11. August 1735 als Schüleraufführung im Collège d’Harcourt öffentlich uraufgeführt und erschien 1736 in einer von Voltaire verbesserten und autorisierten Fassung.

## Handlung
Die Handlung spielt in Rom auf dem Kapitol. Marc-Antoine drängt César, der einen Feldzug gegen die Parther vorbereitet, sich zum König auszurufen. César ist sich der Unterstützung seines Heeres sicher. Er eröffnet Marc-Antoine, dass er Brutus, seinen natürlichen Sohn, und nicht seinen Adoptivsohn Octavian zum Erben und Nachfolger ausersehen hat. César suggeriert den Senatoren, nur ein König könne nach der Überlieferung die Parther besiegen. Brutus wirft Cäsar in einer abschließenden Aussprache Tyrannei vor. Brutus fordert den Senatoren in einer geheimen Absprache zur Ermordung Césars auf. César eröffnet Brutus seine Vaterschaft, ohne ihn von seinem Vorhaben abzubringen. Entgegen den Warnungen des Brutus und des Dolabella sucht César den Senat auf. Cassius verkündet den Tod Césars. Marc-Antoine wiegelt in seiner Leichenrede das Volk auf und überredet Dolabella, mit ihm die Macht zu ergreifen.

## Literarische Vorlage und biografische Bezüge
Voltaire beteiligte sich während seines Aufenthaltes in England (1726–1728) an einer Aufführung von Shakespeares Drama „Julius Caesar“. Voltaire fügte 1731 eine Szene von Shakespeares Vorlage in seinen Discours sur la tragédie ein.

## Aufführungen und zeitgenössische Rezeption
Eine erste private Aufführung erfolgte 1733 im Hôtel de Sassange. Die erste öffentliche Aufführung folgte als Schüleraufführung am 11. August 1735 im Collège d'Harcourt. Die erste Aufführung in der Comédie-Française fand am 29. August 1743 statt. Voltaire gelang mit seinem Stück lediglich ein Achtungserfolg, da es die Kritik nur Kennern der Materie empfahl.

## Drucklegung
Im Anschluss an die Aufführung im Collège d'Harcourt erschien 1735 eine erste Fassung der Tragödie als Raubdruck mit dem Impressum Amsterdam, die von Voltaire abgelehnt wurde. Nach einigen Änderungen akzeptierte der Zensor Prosper Jolyot Crébillon die leicht überarbeitete Tragödie, die in der ersten autorisierten Ausgabe 1736 bei Jean Baptiste Bauche in Paris 1736 erschien. Eine erste deutsche zweisprachige Ausgabe folgte 1737 bei Feßeckers Erben in Nürnberg.

## Beigabe
Der Tragödie stellte Voltaire 1736 zwei Briefe Francesco Algarottis an den Abbé Franchini voran. Algarotti bekam das Manuskript 1735 bei seinem Besuch von Voltaire in Cirey zum Lesen und berichtete seinem Briefpartner über den Inhalt.

## Erste Ausgaben
- La Mort de Cesar. Tragédie de M. de Voltaire, representée pour la première fois au Collège d'Harcourt le 11 Aoust 1735, première Édition, Amsterdam 1735, 50 S.
- La Mort de Cesar. Tragédie de M. de Voltaire, representée pour la première fois au Collège d'Harcourt le 11 Aoust 1735, première Édition, Jean-Baptiste Bauche, Paris 1736, 72 S.
- La Mort de Cesar. Tragédie de M. de Voltaire, Le prix est de vingt quatre Sols, Paris, Josse, 61 S.
- La Mort de César – Der Tod des Cäsars. Zweisprachige Ausgabe, übersetzt von M. J. F. Scharffenstein, Adam Jonathan Felßeckers Erben, Nürnberg 1737.